# Protosynaema hymenopis
Protosynaema hymenopis är en fjärilsart som beskrevs av Edward Meyrick 1935. Protosynaema hymenopis ingår i släktet Protosynaema och familjen Plutellidae. Inga underarter finns listade i Catalogue of Life.